# سلطان أحمد بن سليم
سلطان أحمد بن سليّم (مواليد 1955 في دبي، الإمارات العربية المتحدة)  رجل أعمال إماراتي ورئيس مجلس الإدارة والرئيس التنفيذي لشركة موانئ دبي العالمية. ويشارك بن سليّم حالياً في «سيفين تايدز إنترناشونال» وهي شركة استثمار وتطوير عقاري متنوعة في دبي بالإمارات العربية المتحدة. في 30 مايو 2007 أصبح بن سليم رئيس شركة موانئ دبي العالمية.

## حياته
عائلة سليم واحدة من أبرز العائلات التجارية والسياسية في دبي منذ مطلع القرن العشرين على الأقل. كان والد أحمد بن سليم مستشارًا رئيسيًا لأسرة آل مكتوم الحاكمة في دبي. ابنه أحمد بن سليم هو أيضا بارز في مجال الأعمال التجارية.
كانت أول وظيفة لبن سليم بعد تخرجه من الكلية في أواخر السبعينيات مفتشا للجمارك في ميناء دبي النائم. وقد أخبر مجلة فورتشون في عام 2008 أن مستقبله المهني قد تم تعيينه عندما دخل رجل عن طريق الخطأ إلى مكتبه في يوم من الأيام وفي أثناء الدردشة اقترح أن دبي يمكن أن تكون رائدة في تجارة الشاي إذا أنشأت منطقة خالية من الضرائب في الميناء. شجعه اجتماع الفرصة هذا على السفر حول العالم لدراسة المناطق التجارية المعفاة من الضرائب. عندما عاد إلى موطنه اتصل بحاكم دبي المستقبلي وصديق العائلة محمد بن راشد آل مكتوم باقتراح لبناء منطقة تجارة حرة في الميناء. قال محمد لبن سليم: «إذا كنت تؤمن بها حقًا فعليك تنفيذها». كان بن سليم في الثلاثين من عمره.
أدت هذه المحادثة إلى تولي بن سليم منصب أول رئيس المنطقة الحرة في جبل علي الخالية من الضرائب من حكومة دبي عند تأسيسها في عام 1985.
منذ ثمانينيات القرن العشرين كان بن سليم واحدًا من أبرز رجال الأعمال في دبي مع مجموعة من المشاريع المرتبطة بالحكومة. وبالإضافة إلى ترؤس دبي العالمية ساعد في تأسيس شركة نخيل العقارية إحدى أكبر شركات التطوير العقاري في الإمارات واستثمار العالمية وهي شركة استثمارية كبرى في دبي. كلتا الشركتين هي شركات تابعة لدبي العالمية.
كما عمل في مجلس إدارة مؤسسة دبي للاستثمارات الحكومية وهو صندوق الثروة السيادية في الإمارة حتى نوفمبر 2009 عندما تمت إزالة بن سليم من ذلك المنصب في أعقاب أزمة الديون التي ضربت دبي في ذلك العام. في أواخر عام 2009 وأوائل 2010 كانت دبي تكافح لدفع ديون بقيمة 80 مليار دولار أمريكي معظمها مرتبطة بدبي العالمية والشركات التابعة لها.
قال جريدة «وول ستريت جورنال» المؤثرة في شارع «ستريت ستريت جورنال» في أكتوبر 2009 أن دبي العالمية قد أعيد هيكلتها بشكل جذري بعد أن استنزفت ما يقرب من 60 مليار دولار من الخصوم على عمليات استحواذ غير حكيمة مثل شركة بارنيز المتعثرة في متاجر «ماديسون أفنيو» وبطارية «الملكة إليزابيث الثانية» التي ومنذ ذلك الحين تراجعت إلى حد كبير في رصيف دبي الجاف «وهذا أمر يثير الدهشة ولا تزال الإدارة العليا في مكانها بما في ذلك سلطان بن سليم الرئيس الذي كان العقل المدبر للتوسع». أبعد سليم من منصبه في ديسمبر 2010 وتم استبداله بأحمد بن سعيد آل مكتوم وهو عضو في العائلة المالكة.

## التعليم والجوائز
حصل على شهادة البكالوريوس في الاقتصاد من جامعة تمبل في فيلادلفيا، الولايات المتحدة.
حصل على دكتوراه فخرية من جامعة ميدلسكس في دبي.